# Коньково (Старицкий район)
Коньково — деревня в Старицком районе Тверской области России, входит в состав сельского поселения «Паньково».

## Географическое положение
Деревня расположена на берегу речки Старчонка близ ее впадения в Волгу, с запада примыкает к райцентру городу Старица.

## История
В конце XIX — начале XX века Коньковская слобода входила в состав Ефимьяновской волости Старицкого уезда Тверской губернии. В 1886 году в слободе было 59 дворов, школа грамотности, водяная мельница; промыслы: мельничный, гончарный.
С 1929 года деревня являлась центром Коньковского сельсовета Старицкого района Ржевского округа Западной области, с 1935 года — в составе Калининской области, с 1994 года — центр Коньковского сельского округа, с 2005 года — в составе Паньковского сельского поселения, с 2012 года — в составе сельского поселения «Паньково».
В годы Советской власти в деревне располагалась центральная усадьба колхоза «Знамя коммунизма».

## Население
| 1859 | 1886 | 1919 | 1997 | 2002 | 2008 | 2010 |
| ---- | ---- | ---- | ---- | ---- | ---- | ---- |
| 227  | ↗382 | ↗486 | ↘140 | ↘133 | ↘131 | ↘106 |

## Известные люди
В деревне родился участник Великой Отечественной войны Герой Советского Союза Владимир Александрович Маслов (1911—1983).